# Chytonix adusta
Chytonix adusta là một loài bướm đêm trong họ Noctuidae.